# Хук, Теодор
Теодор Эдвард Хук (22 сентября 1788 — 24 августа 1841) — английский литератор и композитор, некоторое время был государственным служащим на Маврикии. Он наиболее известен своими розыгрышами, в частности розыгрышем на Бернерс-стрит в 1809 году. Первую в мире открытку Хук получил в 1840 году; скорее всего, он отправил ее самому себе.

## Биография
Теодор Хук родился на Шарлотт-стрит, Бедфорд-сквер, Лондон. Его отец, Джеймс Хук (1746—1827), был композитором; его старший брат, также названный Джеймсом Хуком, стал деканом Вустерского собора.
Он провел год в школе Харроу, а затем поступил в Оксфордский университет. В возрасте 16 лет, вместе со своим отцом, он добился впечатляющего успеха в комической опере «Возвращение солдата», за которой последовала серия популярных проектов с Джоном Листоном и Чарльзом Мэтьюзом, включая «Tekeli».
Затем Хук стал шутником, наиболее известным благодаря розыгрышу на Бернерс-стрит в 1809 году.

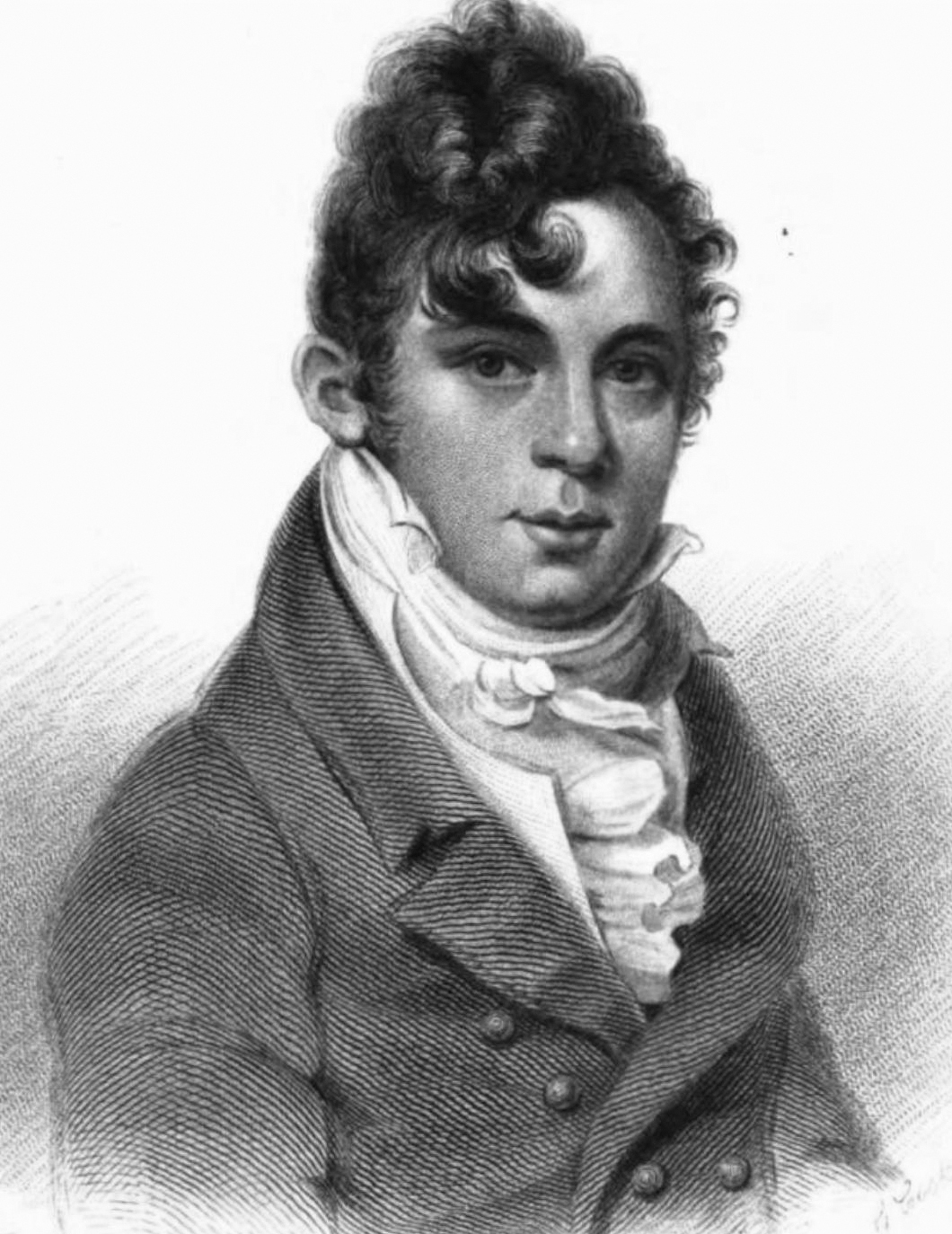
Теодор Хук, ок. 1810 г.

Он поселился в Сент-Мэри-Холле Оксфордского университета, покинув его после двух семестров, чтобы вернуться к своей прежней жизни. Его дар импровизировать песни очаровал принца-регента, и он заявил, что нужно что-то сделать для Хука. Хук был назначен генеральным бухгалтером и казначеем Маврикия с зарплатой 2000 фунтов стерлингов в год (142 325 фунтов стерлингов в 2021 году). Он был душой острова с момента своего прибытия в октябре 1813 года, но в 1817 году на счетах казначейства был обнаружен серьезный недостаток, и он был арестован и доставлен в Англию по уголовному обвинению. Сумма в размере около 12 000 фунтов стерлингов (1 054 500 фунтов стерлингов на 2021 год) была извлечена заместителем должностного лица, и Хук был привлечен к ответственности.
Во время проверки ревизионной комиссии он жил незаметно и зарабатывал на жизнь тем, что писал для журналов и газет. В 1820 году он основал газету «John Bull». Впоследствии был арестован во второй раз из-за своего долга государству. В то время как он был заключен в приют для бездомных с 1823 по 1825 год, он написал девять томов рассказов, впоследствии собранных под названием «Sayings and Doings» (1824—1828). В начале 1820-х годов он помог певцу Майклу Келли составить его воспоминания, которые включают подробности работы с Моцартом. За оставшиеся 23 года своей жизни он выпустил 38 томов, помимо статей, заметок и набросков. В его романах часто встречаются отрывки колоритного повествования и яркие портреты. Среди них «Maxwell» (1830), портрет его друга преподобного Э. Кэннона; «Love and Pride» (1833); автобиографии «Gilbert Gurney» (1835) и «Gurney Married» (1838); «Jack Brag» (1837) и «Peregrine Bunce» (1842). Он не успел закончить биографию Чарльза Мэтьюза. Его последним романом были «Births, Marriages and Deaths» (1839).
Самая старая в мире почтовая открытка была отправлена Хуку в 1840 году с маркой чёрный пенни. Хук, вероятно, создал и разместил открытку для себя в качестве розыгрыша на почтовой службе, поскольку изображение представляет собой карикатуру на работников почтового отделения. В 2002 году открытка была продана за рекордные 31 750 фунтов стерлингов.